# Швейцарский диалект
Швейца́рский диале́кт — группа диалектов алеманнского диалекта, которые используются в Швейцарии и некоторых альпийских коммунах северной Италии. Швейцарский диалект и швейцарский стандартный немецкий язык не являются идентичными понятиями.
Швейцарский диалект представляет собой удобный термин для обозначения группы говоров, между которыми, в действительности, нет лингвистического единства. Многие из говоров имеют более родственные связи с диалектами за пределами Швейцарии, нежели внутри группы. Выделяются нижнеалеманнские (базельский), верхнеалеманнские (бернский, люцернский, цюрихский, шаффхаузенский и др.) и горноалеманнские (вальзерский, гларусский, швицский) швейцарские диалекты.

## Произношение
Произношение в швейцарском диалекте имеет схожие с немецким звуки, однако из-за отсутствия единой формы диалекта, произношения колеблется от региона.

## Грамматика
В сравнении со стандартным немецким языком швейцарские говоры имеют следующие отличия:
- Отсутствует претерит. Для описания прошедших событий используется перфект.
- Отсутствует генитив. Вместо него используется одна из следующих двух притяжательных конструкций:
  - объект + предл. vo (аналог немецкого von) + обладатель объекта: äs'Buäch vo-m-äna Profässär — «книга профессора» (по-немецки ein Buch von einem Professor / ein Buch eines Professors);
  - обладатель объекта в дативе + притяжательное местоимение + объект: äm Profässär sis Buäch.
- Изменяемая часть сказуемого в придаточном предложении может стоять как в конце, так и перед неизменяемой частью (в немецком языке всегда в конце придаточного предложения): wil du bisch cho или wil du cho bisch — «потому что ты пришёл» (по-немецки weil du gekommen bist).
- В некоторых регионах Швейцарии такие глаголы, как gah/goh — «идти», cho — «приходить», la/lo — «позволять» и aafa/aafo — «начинать», в составе сложного сказуемого дублируются в инфинитиве: Si (она) lat (позволяет/даёт) ne (ему) nid (не) la (позволять/давать) schlafe (спать). — Она не даёт ему спать.

## Использование диалекта в быту (концепт)
Диалект во всех немецкоязычных кантонах является языком быта. При официальных заявлениях и интернациональной деятельности используется стандартный немецкий. Документы и другая в том числе официальная деятельность в подавляющем большинстве случаев производится на стандартном немецком.
При так называемом электронном неформальном в диалоге, используется диалект, несмотря на отсутствие единого написания. Диалектное письмо строится по принципу "Как слышится так и пишется".

## Швейцарско-немецкий диалект на Wikipedia
Wikipedia также пополняется статьями на аллеманском наречии под доменом als.wikipedia.org

## В лингвистике
Швейцарско-немецкий язык (де-факто диалект) также имеет код языка gsw.

## География

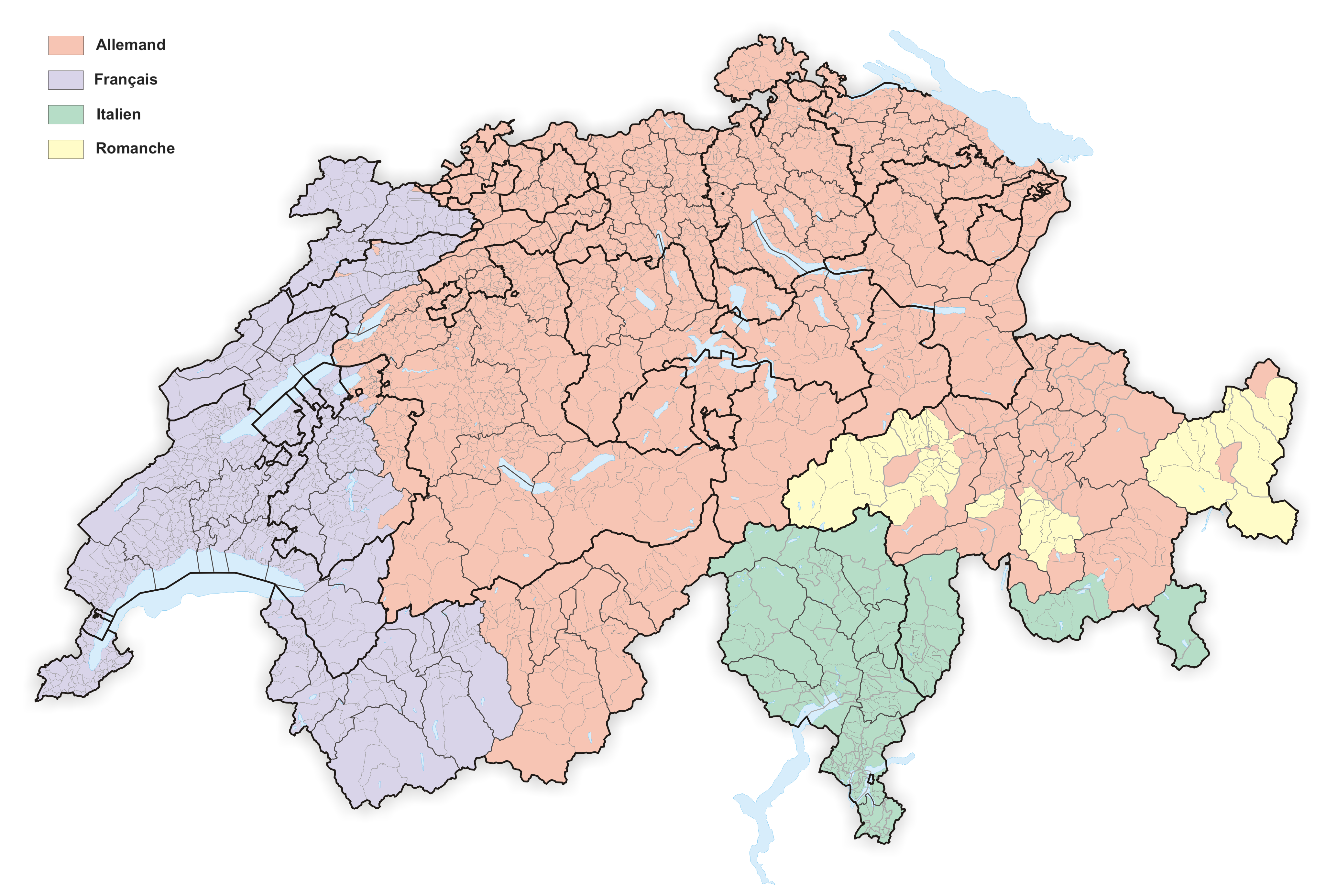
Распространение языков в Швейцарии

Швейцарско-немецкий диалект располагается во всех немецкоязычных кантонах Швейцарии (см. приложение). В зависимости от региона диалект также может незначительно отличаться. Существует редкая версия диалекта, смешанная с французским / итальянским языком; присутствует на языковых границах. 